# 5071 Schoenmaker
5071 Schoenmaker è un asteroide della fascia principale. Scoperto nel 1973, presenta un'orbita caratterizzata da un semiasse maggiore pari a 3,1851758 UA e da un'eccentricità di 0,1783911, inclinata di 10,08097° rispetto all'eclittica.